# Helmut Aris

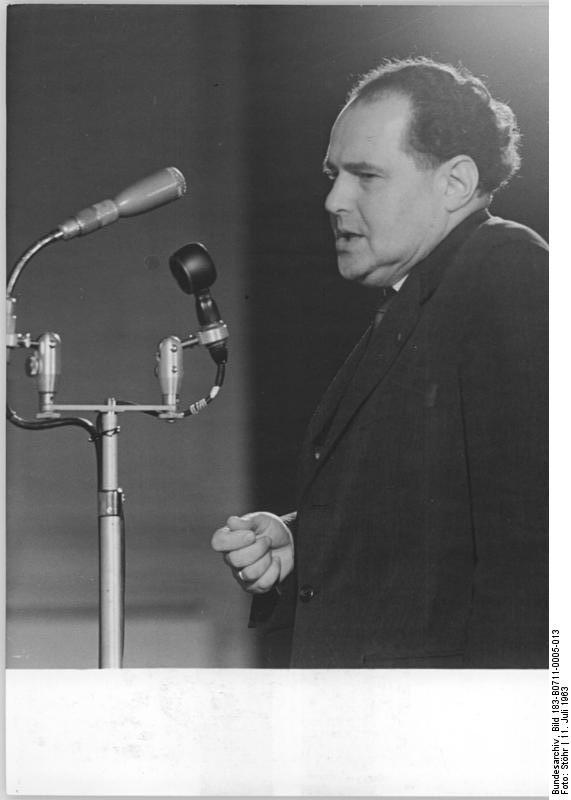
Helmut Aris (1963)

Helmut Aris (* 8. Mai 1908 in Dresden; † 22. November 1987 ebenda) war Präsident des Verbandes der Jüdischen Gemeinden in der DDR.

## Leben

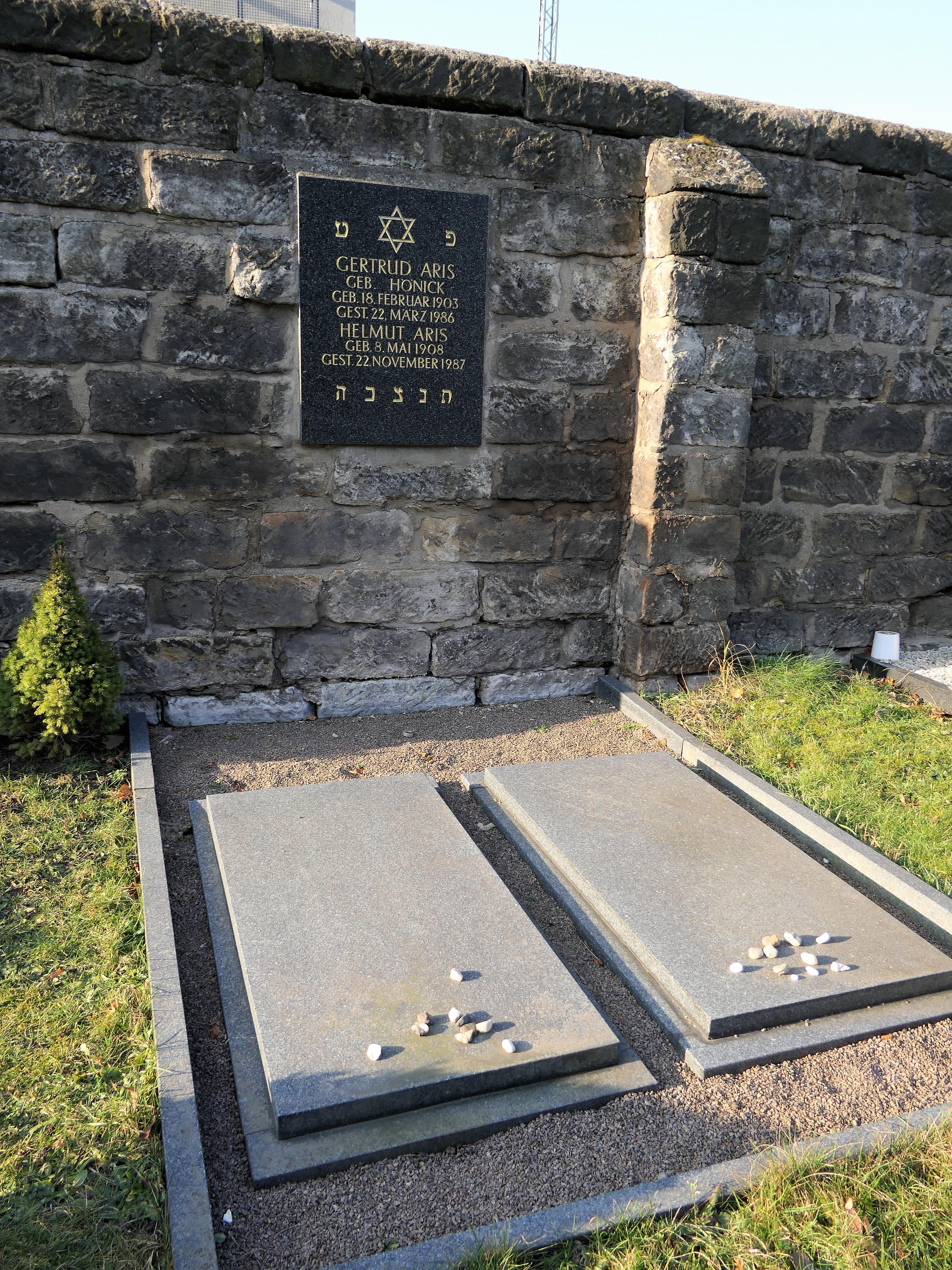
Grab von Helmut Aris

Aris wurde in Dresden-Striesen als Sohn des aus Ostpreußen stammenden Metallwarenfabrikanten Julius Aris und dessen aus Hessen stammender Frau Recha Aris geb. Stein geboren. Nach dem Besuch des König-Georg-Gymnasiums nahm er 1925 eine Lehre als Textilkaufmann bei Hirsch & Co. auf und war dort bis 1929 als Angestellter tätig. Aus seiner 1933 mit Susanne Reinfeld geschlossenen Ehe gingen die Kinder Heinz-Joachim und Renate hervor. Im November 1938 wurde Aris inhaftiert, aber wegen seiner christlichen Ehefrau wieder freigelassen. Nach einer Zeit der Arbeitslosigkeit musste er von 1940 bis 1945 Zwangsarbeit leisten. Sein Vater starb 1940 in Dresden, seine Mutter wurde 1942 nach Riga deportiert und dort ermordet. Seine für den 16. Februar 1945 vorgesehene Deportation kam wegen der Bombardierung Dresdens nicht mehr zustande.
Aris trat 1945 der SPD bei, die 1946 mit der Zwangsvereinigung von SPD und KPD in der SED aufging. Er arbeitete zunächst als Geschäftsführer in verschiedenen Industriebetrieben und war bis 1965 Verwaltungsdirektor im Institut für Chemieanlagen in Dresden. Er gehörte zu den ersten Mitgliedern der wieder errichteten Jüdischen Gemeinde zu Dresden und wurde 1953 in der Nachfolge von Leon Löwenkopf bzw. Hans Ogrodek zum Vorsitzenden der Jüdischen Gemeinde Dresden gewählt. Er war 1952 Mitbegründer des Verbandes der Jüdischen Gemeinden der DDR; 1954 bis 1956 wurde er als inoffizieller Mitarbeiter IM „Lanus“ beim MfS geführt. Von 1958 bis 1962 war er Vizepräsident, ab Juni 1962 als Nachfolger Hermann Badens Präsident des Verbandes der Jüdischen Gemeinden in der DDR. Aris war 1962 bis 1987 Mitglied des Präsidiums des Nationalrates der Nationalen Front. Des Weiteren war er Mitglied des DDR-Komitees für die Kampfdekade gegen Rassismus, der Zentralleitung des Komitees der Antifaschistischen Widerstandskämpfer, des Präsidiums der Liga für die Vereinten Nationen sowie des Präsidiums des Friedensrats der DDR.
Aris wurde 1964 mit der Verdienstmedaille der DDR, 1969 mit der Ernst-Moritz-Arndt-Medaille der Nationalen Front, 1978 mit dem Vaterländischen Verdienstorden und 1983 mit der Ehrenspange zum Vaterländischen Verdienstorden sowie der Deutschen Friedensmedaille ausgezeichnet.
Helmut Aris starb am 22. November 1987 in Dresden und wurde auf dem Neuen Jüdischen Friedhof beigesetzt.